# Diều sáo
Diều sáo là loại diều bao gồm 2 vật thể chính: diều và sáo. Diều Sáo là diều truyền thống có từ lâu đời của người Việt Nam, với nguồn gốc ở vùng Đồng Bằng Bắc Bộ, được chơi phổ biến ở Hải Phòng, Thái Bình, Hà Nội, Hải Dương, Nam Định, Bắc Ninh, Bắc Giang, Thái Nguyên, Quảng Ninh. Khi diều bay lên, sáo phát ra tiếng kêu như bản nhạc du dương. Sáo đổ chậm, dài tiếng, ngân vang thì được coi là sáo hay.

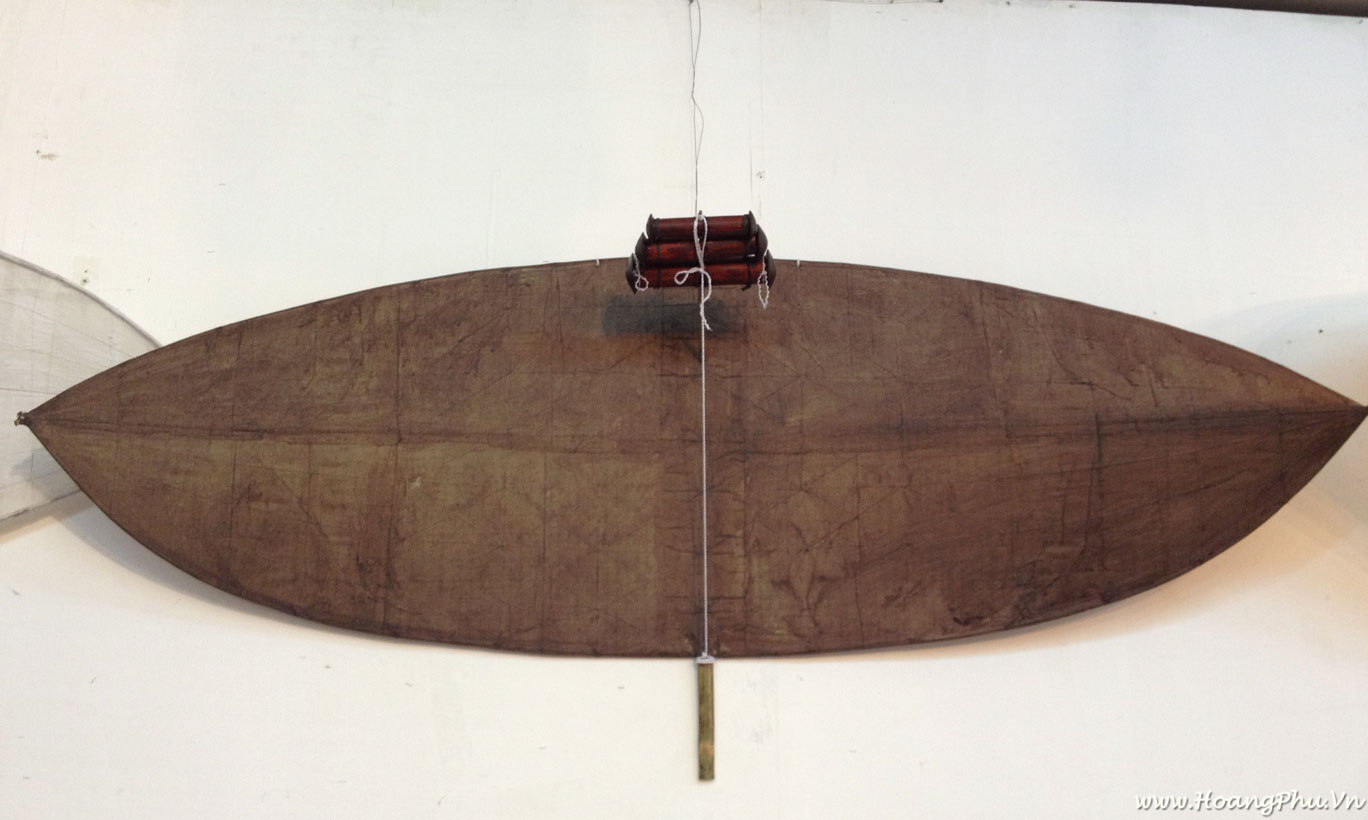
Diều sáo cổ có bộ sáo gồm ba ống sáo

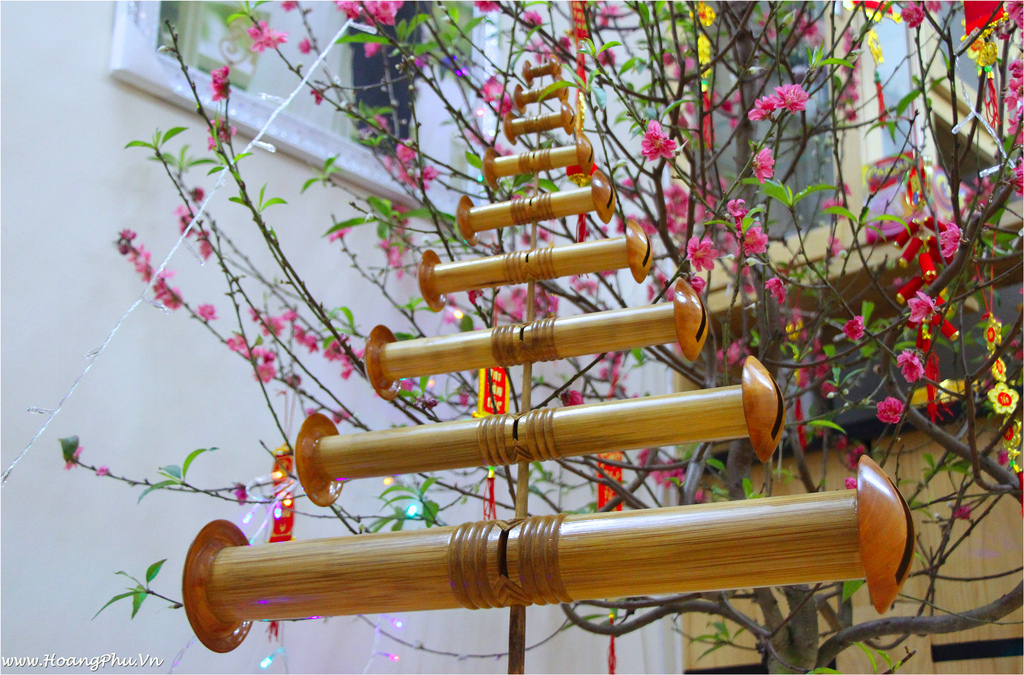
Bộ sáo diều hòa âm 9 chiếc của vùng diều nổi tiếng Thủy Nguyên (Hải Phòng)

Diều truyền thống thường là diều cố định khung, được làm bằng tre, phết giấy dó và không có đuôi, có hình dáng như trăng lưỡi liềm cong đều khi lên.
Ngày nay diều được cái tiến khá nhiều với các chất liệu hiện đại kết hợp với truyền thống, khung có thể vẫn bằng tre hoặc thanh cacbon, dùng vải may áo diều hoặc khâu bằng nilon và có thêm phần đuôi làm bánh lái giúp diều lên ổn định hơn. Ở nhiều địa phương người chơi diều làm diều lắp ghép có thể tháo lắp gọn gàng rất tiện cho việc di chuyển.

## Sáo diều
Ống sáo diều được làm từ tre, chủ yếu là nứa do mỏng nhẹ, đem bào bớt lòng ống. Kích thước của sáo cũng tương ứng với diều; diều lớn thì sáo cũng lớn nên cũng có khi phải dùng bương hay vầu tuy nặng hơn. Lớn nữa thì có thể vót nan tre, đan thành ống, bồi giấy bản rồi quét sơn ta cho kín. Nắp (tai) sáo được làm từ gỗ mít, khoét miệng làm thành còi để khi gió lùa vào thì tạo ra tiếng.
Theo lối chơi diều xưa thì đối với diều hai thước ta trở xuống thì thì gắn sáo bộ. Diều hơn hai thước thì gắn sao đơn.
Xuyên ngang ống sáo 90° là thanh tre gọi là cọc sáo để đóng sáo vào diều. Sáo phải đặt ngay giữa diều, hai bên cọc sáo đều nhau để diều không bị chao đi khi bay.
Sáo thường là các bộ hợp âm của 2, 3, 6, 7 ống sáo, cũng có nơi chơi sáo dàn hòa âm với các bộ sáo lên đến 9, 11, 13 chiếc tuy nhiên bộ sáo truyền thống thường chỉ có 4, 5 ống sáo. Về nhạc tính thì sáo tiếng trầm thì gọi là tiếng cồng hay tiếng chiêng; sáo tiếng cao thì gọi là tiếng còi hay tiếng đẩu. Khi ghép bộ bốn ống sáo thì sáo 1 và sáo 3 hòa nhau; sáo 2 và sáo 4 hòa nhau. Theo âm giai ngũ cung thì nếu sáo 1 là "hò" thì sáo 3 phải là "xang"; sáo 2 là "xự" thì sáo 4 phải là "xê" âm thanh mới ngọt.